# Cheryl Seinen
Cheryl Seinen (Roermond, 4 de agosto de 1995) es una deportista neerlandesa que compite en bádminton, en la modalidad de dobles.
Ganó dos medallas en los Juegos Europeos, oro en Minsk 2019 y plata en Cracovia 2023, y tres medallas de bronce en el Campeonato Europeo de Bádminton entre los años 2018 y 2024.
Participó en los Juegos Olímpicos de Tokio 2020, ocupando el quinto lugar en la prueba de dobles.

## Palmarés internacional
| Juegos Europeos    | Juegos Europeos        | Juegos Europeos   | Juegos Europeos |
| Año                | Lugar                  | Medalla           | Prueba          |
| ------------------ | ---------------------- | ----------------- | --------------- |
| 2019               | Minsk (Bielorrusia)    | Medalla de oro    | Dobles          |
| 2023               | Tarnów (Polonia)       | Medalla de plata  | Dobles          |
| Campeonato Europeo |                        |                   |                 |
| Año                | Lugar                  | Medalla           | Prueba          |
| 2018               | Huelva (España)        | Medalla de bronce | Dobles          |
| 2021               | Kiev (Ucrania)         | Medalla de bronce | Dobles          |
| 2024               | Saarbrücken (Alemania) | Medalla de bronce | Dobles          |